# إدواردو منعم
إدواردو منعم (بالإسبانية: Eduardo Menem) هو سياسي أرجنتيني من حزب العدالة، عضو سابق في مجلس الشيوخ وشقيق الرئيس الأرجنيتني السابق كارلوس منعم.
وُلد منعم لعائلة من أصل سوري في أنيلاكو،  انتُخب منعم سيناتورًا عن مقاطعة لاريوخا لأربع فترات (1983-1989، 1989-1995، 1995-2001، 2001-2005)، كما شغل منصب الرئيس المؤقت لمجلس الشيوخ بين عامي 1989 و 1999، وتولى السلطة التنفيذية في مناسبات عديدة خلال رحلات الرئيس إلى الخارج، بسبب عدم وجود نائب للرئيس بعد استقالة إدواردو دوهالدي، كما شغل منصب رئيس الجمعية الدستورية التي أقرت تعديل عام 1994 لدستور الأرجنتين.
بعد مغادرته لمجلس الشيوخ، انضم إلى الخط الذي يعارض الكيرتشنرية. وعلى الرغم من أنه لم يكن عضوا في مجلس الشيوخ، فقد أيد تصرفات خوليو كوبوس في عام 2010، والتي انتقدها نيستور وكريستينا كيرشنر.

## كتبه
- «تسع سنوات في الكونغرس الوطني» (بالأسبانية Nueve años en el Congreso de la Nación)[7]
- «تم تعديل الدستور» (La Constitución reformada)[8]
- «حقوق المرأة» (Los Derechos de la mujer)[9]

## اقرأ أيضا
- عرب الأرجنتين
- عرب أمريكا اللاتينية

## وصلات خارجية
- الموقع الرسمي (بالإسبانية)